# Topología de Grothendieck
En teoría de categorías, una rama de las matemáticas, una topología de Grothendieck es una estructura definida en una categoría arbitraria C que permita la definición de haces en C, y con esa la definición de las teorías generales de cohomología.  Una categoría junto con una topología de Grothendieck en ella se llama un sitio.  Esta herramienta se utiliza en teoría algebraica de números y geometría algebraica, para definir principalmente la cohomología étale de esquemas, pero también para la cohomologia playa y el cohomología cristalina.  Observe que una topología de Grothendieck no es una topología en el sentido clásico.

## Historia e idea
En un momento en que la cohomología para los haces en espacios topológicos era establecida, Alexander Grothendieck quiso definir las teorías de cohomología para otras estructuras, sus esquemas.  Pensó en un haz en un espacio topológico como "metro patrón" para ese espacio, y la cohomología de ese patrón como una medida grosera para el espacio subyacente.  Su meta era así producir una estructura que permitiría la definición de haces más generales;  una vez que eso fuera hecho, el modelo de las teorías topológicas de cohomología se podría seguir casi textualmente.

## Ejemplo de la motivación
Comience con un espacio topológico X y considere el haz de todas las funciones real-valoradas continuas definidas en X.  Esto asocia a cada conjunto abierto U en X el conjunto F(U) de funciones continuas real-valoradas definidas en U.  Toda vez que U es un subconjunto de V, se tiene una "función de restricción" de F(V) a F(U).  Si interpretamos el espacio topológico X como categoría, con los conjuntos abiertos siendo los objetos y un morfismo de U a V si y solamente si U es un subconjunto de V, entonces F se revela como funtor contravariante de esta categoría en la categoría de conjuntos.  En general, cada funtor contravariante de una categoría C a la categoría de conjuntos es, por lo tanto, llamado un pre-haz de conjuntos en C.  Nuestro funtor F tiene una propiedad especial:  si se tiene un cubrimiento abierto (Vi) del conjunto U, y se dan elementos mutuamente compatibles de F (Vi), entonces existe exactamente un elemento F(U) que se restringe a todos los dados.  Esta es la propiedad definitoria de un haz, y una topología de Grothendieck en C es una tentativa de capturar la esencia de qué es necesario para definir haces en C.

## Definición formal
Formalmente, una topología de Grothendieck en C es dada especificando para cada objeto U de C familias de morfismos {φi:  Vi {\displaystyle \rightarrow } U} i{\displaystyle \in }I, llamadas familias cubridoras de U, tal que los axiomas siguientes son satisfechos:
- si φ1: U1 {\displaystyle \rightarrow }U es un isomorfismo, entonces {φ1:  U1{\displaystyle \rightarrow }U} es una familia cubridora de U.

- si {φi: Vi {\displaystyle \rightarrow }U} i{\displaystyle \in }I es una familia cubridora de U y f: U 1 {\displaystyle \rightarrow }U es un morfismo, entonces el pullback P i =  U1 ×U Vi existe para cada i en I, y la familia inducida {πi:  Pi{\displaystyle \rightarrow }U1}i{\displaystyle \in }I es una familia cubridora de U1.

- si {φi: Vi {\displaystyle \rightarrow } U} i{\displaystyle \in }I es una familia cubridora de U, y si para cada i en I, { φij: V i j {\displaystyle \rightarrow }V i } j{\displaystyle \in }Ji es una familia cubridora de Vi, entonces {φi 'φij:  V i j {\displaystyle \rightarrow }U}i{\displaystyle \in }I y j{\displaystyle \in }Ji es una familia cubridora para U.

Un prehaz de conjuntos en la categoría C es un funtor contravariante F:  C {\displaystyle \rightarrow } Set.  Si C se equipa de una topología de Grothendieck, entonces un prehaz se llama un haz en C si, para cada familia cubridora {φi: Vi {\displaystyle \rightarrow } U}i{\displaystyle \in }I, la función inducida F(U) {\displaystyle \rightarrow }Πi{\displaystyle \in }IF(Vi) es el ecualizador natural de dos funciones Πi{\displaystyle \in }IF(Vi){\displaystyle \rightarrow } Π(i,j){\displaystyle \in }IxI F (Vi ×U Vj).
En analogía, se pueden también definir prehaces y haces de grupos abelianos, considerando los funtores contravariantes F:  C {\displaystyle \rightarrow }Ab.
Una vez dado un sitio (una categoría C con una topología de Grothendieck), se puede considerar la categoría de todos los haces en ese sitio.  Éste es un topos, y de hecho la noción de topos se originó aquí.  La categoría de los haces de grupos abelianos es también una categoría de Grothendieck, que esencialmente significa que se puede definir las teorías de cohomología para estos haces — la razón de toda la construcción.
- Datos: Q1062242